# Захаров, Валентин Алексеевич
Валентин Алексеевич Захаров (13 июня 1921—1987) — советский хоккеист и тренер.

## Биография
Родился 13 июня 1921 года. Дебютировал в Москве в возрасте пятнадцати лет, вошёл в состав детской команды «Крылья Советов» по хоккею с мячом. С 1938 по 1941 год, с 1941 по 1943 год и с 1943 по 1946 год играл в командах «Крылья Советов» по различным городам. В 1946 году стал финалистом Кубка СССР по хоккею с мячом. Также в предвоенные годы занимался лёгкой атлетикой, был рекордсменом СССР в эстафете 4×400 м.
В 1946 году стал играть в хоккей с шайбой. В высшей лиге провёл свыше 200 матчей и забил 120 шайб. Очень хорошо мог владеть клюшкой, а также пользовался скоростной обводкой. Играл за сборные СССР, РСФСР и других союзных республик (в 1962 году играл за сборную Грузинской ССР). В игровой карьере был нападающим. Неоднократный призёр чемпионата СССР по хоккею с шайбой в составе московских «Спартака» и «Крыльев Советов».
Чуть позже занялся тренерской работой и являлся первым и последним тренером сборной Грузинской ССР по хоккею с шайбой, однажды его подопечные установили рекорд — победили с разгромным счётом сборную Армянской ССР (11:2), сам тренер также вышел на лёд в качестве игрока.
Скончался в 1987 году.

## Карьера футболиста
В ходе Великой Отечественной войны во время эвакуации в Куйбышев вошел в один из первых составов футбольной команды «Крылья Советов». Играл на позиции нападающего. Участвовал в чемпионате города, товарищеских матчах, Поволжской Спартакиаде по футболу проходившей с 15 по 20 августа 1943 в Горьком.